# Ilha de Santa Bárbara
Ilha de Santa Bárbara é a maior ilha do arquipélago de Abrolhos e a única habitada que possui infraestrutura, tendo 1,5km de extensão, 300m de largura e 35m acima do nível do mar, pertence à Marinha do Brasil, não estando incluída nos limites do Parque nem sob sua jurisdição e por se tratar de uma base militar, o desembarque é expressamente proibido, sendo permitida somente mediante autorização do II Distrito Naval, localizado em Salvador.
Uma capela foi erguida em homenagem à Santa Bárbara, santa padroeira dos navegantes e também construída uma pequena sala de aula que serve às crianças, filhos de militares que ali vivem com sua família. Existem outras construções como garagem para barcos, heliporto e um vistoso farol de fabricação francesa, encravado num ponto mais alto da ilha, inaugurado em 1861 no reinado de D. Pedro II.
Como a introdução de animais e vegetais não é permitida, praticamente todo o alimento consumido é trazido do continente, e também tendo em vista que a pesca não é permitida nos limites do Parque.